# Троицкая набережная
Троицкая набережная (бел. Траецкая набярэжная) — набережная реки Свислочи в историческом центре Минска, в Троицком предместье. Проходит от улицы Максима Богдановича до Старовиленской улицы.

## История
В XIX веке набережная называлась Александровской. В советское время переименована в Коммунальную. Дома, составляющие застройку улицы, были реконструированы в 1980—1985 годах (архитекторы С. Багласов, Л. Левин, Ю. Градов) при комплексной реконструкции и регенерации застройки Троицкого предместья. Реконструкция Коммунальной набережной завершилась в 1983 году. Переименована в Троицкую набережную в 2010 году.

## Описание
Троицкая набережная находится в южной части Троицкого предместья. Она проходит на восток от улицы Максима Богдановича и заканчивается поворотом на Старовиленскую улицу. Нумерация домов — от улицы Максима Богдановича.

## Примечательные здания и сооружения
На чётной стороне улицы сохранился ансамбль каменной застройки XIX века. Дома ансамбля охраняются как историко-культурные ценности (номер 711Е000001).
По нечётной стороне
Застройка нечётной стороны, со стороны Свислочи, существовала в XIX—XX веках, однако была снесена в 1970-е гг. Она включала, в частности, бани Райнеса и Каждана. В настоящее время от Свислочи набережную отделяет сквер с памятником «Беларусам замежжа».
По чётной стороне